# 孫祜
孫祜（?—?），江蘇人。清代宫廷畫家。

## 生平
工人物、山水畫，師法王原祁。乾隆時供奉內廷，乾隆元年（1736年）十二月十五日曾同陳枚、金昆、戴洪、程志道繪「清院本」《清明上河圖》。乾隆三年（1738年），下旨繪《陶冶圖冊》二十幅，指名“唐岱畫樹石，孫祜畫界畫，丁觀鵬畫人物”。乾隆六年（1741年）與周鯤、丁觀鵬合作《漢宮春曉圖》，每月給食錢糧銀八兩、公費銀三兩。今臺北國立故宮博物院藏明仇英《汉宫春晓图》，孙祜與周锟、丁观鹏合绘清院本《漢宮春曉圖》。与宫廷画家沈源（清朝）合作绘圆明园四十景木刻图，配乾隆帝四十景诗，合刊为《御制圆明园诗图》（鄂尔泰、张廷玉等注）。